# Marie Heurtin
Pour les articles homonymes, voir Marie Heurtin (homonymie).
Marie Heurtin (13 avril 1885 à Vertou - 22 juillet 1921 à Biard) est une sourde, et aveugle de naissance, connue pour avoir su s'instruire malgré ce handicap, au point d'enseigner à son tour.

## Biographie
Marie Heurtin naît le 13 avril 1885 à Vertou (Loire-Inférieure) dans une famille dont les enfants sont frappés de nombreux handicaps. Marie, sourde, muette et aveugle de naissance, grandit pratiquement livrée à elle-même. Son père refuse qu’elle soit placée à l’asile d'aliénés de Nantes.
En 1895, à l'âge de dix ans, elle est accueillie à l'institution de Larnay près de Poitiers, chez les Filles de la sagesse, des religieuses qui s’occupent habituellement de jeunes sourdes.
Son instruction et son éducation sont menées avec succès, par sœur Sainte-Marguerite, qui, pendant plus de dix ans, lui apprendra successivement, la relation entre les signes (de la langue des signes) et les objets, puis, dans la main, l'alphabet de la langue des signes, puis l'alphabet Braille, puis les notions de qualification et enfin les notions abstraites.
Marie a 25 ans lorsque meurt son éducatrice, en 1910. Quoique très affectée par cette disparition, elle continue de parfaire son éducation.
À partir de 1907, elle s’occupe d’une nouvelle venue, Anne-Marie Poyet à laquelle elle enseigne notamment le braille. En 1910, elle accueille à Larnay, sa petite sœur Marthe, elle aussi sourde muette et aveugle.
Elle reçoit de nombreuses personnalités auprès desquelles elle témoigne du travail accompli à Larnay.
Victime d’une congestion pulmonaire, Marie Heurtin meurt, à 36 ans, le 22 juillet 1921.

## Postérité
Ce que l'abbé de l'Épée considérait comme presque impossible fut réalisé avec succès.

« Le point de départ de la méthode consiste à donner à l'enfant, par des moyens ingénieux, la notion du signe, c'est-à-dire à lui faire saisir le rapport qui existe entre le signe et l'objet, à savoir entre l'objet palpé et le signe mimique qui le représente. »

Louis Arnould, professeur à l’université de Poitiers, consacra en 1900 un ouvrage à ce cas sous le titre Une âme en prison. L'ouvrage sera maintes fois réédité et étendu aux cas d'Anne-Marie Poyet en 1907 et Marthe Heurtin, sœur de Marie, en 1910, sous le titre Âmes en prison, l’École française des sourdes-muettes-aveugles, titre repris pour un film dans les années 1930. Ce livre apporta une renommée internationale à Larnay et à sa méthode de rééducation, ainsi le cas de Marie Heurtin devint aussi célèbre que ceux de Laura Bridgman et Helen Keller aux États-Unis.
Son histoire a inspiré Jean-Pierre Améris qui a réalisé, en 2014, un film intitulé simplement Marie Heurtin avec Isabelle Carré et Ariana Rivoire.

## Filmographie
- Marie Heurtin de Jean-Pierre Améris (2014)